# لويز يوليانا من ناساو
لويز يوليانا فان أوراني-ناساو (دلفت؛ 31 مارس 1576 - 15 مارس 1644؛ كونيغسبرغ)؛ كانت ناخبة بالاتينات القرينة بزواجها من فريدرش الرابع، شاركت في حكومة الوصاية على ابنها بين 1610 و1614، وكذلك أصبحت لاحقاً وسيط بين ملك السويد وناخب براندنبورغ في عام 1631.

## السيرة الذاتية
تنمي لويز يوليانا إلى عائلة أوراني-ناساو، بحيث أنها الابنة الكبرى لـ فيليم الصامت أمير أوراني وزوجته الثالثة شارلوت دي بوربون مونتبنسييه التي توفيت في 1582، وفي العام التالي تزوج والدها من لويز ابنة النبيل الفرنسي الهوغونوتي جاسبارد دي كوليجني، وبعد مقتل والدها عام 1584 قامت لويز بتربيتها هي وبعض شقيقاتها الخمس.
ومع 23 يونيو 1593 تزوجت لويز يوليانا من فريدرش الرابع ناخب بالاتينات-الراين، تم ترتيب الزواج كتحالف بروتستانتي بين إحدى أقوى الحكام الألمان البروتستانت وعضو في سلالة بروتستانتية هولندية قوية وحصلت على مهر من كل من العقارات الهولندية والفرنسية، ومع ذلك لم يكن هذا الزواج جيدا، بحيث غالبًا ما كان فريدرش الرابع مخمورًا وغير مخلص، لذلك رتبت لويز يوليانا تنشئة أطفالها عند أختها إليزابيث في إمارة سيدا لحمايتهم من والدهم ومنحهم تنشئة كالفينية جيدة.
بعد وفاة زوجها عام 1610، شاركت في حكومة الوصاية على ابنها فريدرش الخامس، بينما كان صهرها يوهان الثاني كونت بالاتينات-تسفايبروكن الوصي على العرش، لعبت دورًا أساسيًا في ترتيب زواج ابنها وإليزابيث ستيوارت ابنة جيمس السادس والأول ملك اسكتلندا وإنجلترا في عام 1613، وفي عام 1614 أصبح ابنها بالغاً وبذلك تقاعدت في إحدى أرضي مهرها كايزرسلاوترن.
في عام 1618 حاولت لويز يوليانا إقناع ابنها بعدم قبول التاج البوهيمي التي أصبحت نقمة عليه لاحقاً، إلا أنه قبل بالعرض تحت ضغوط زوجته وعندما غادر إلى بوهيميا مع زوجته تُركت لويز يوليانا مسؤولة عن أحفادها كارل لودفيغ وإليزابيث، وعادت إلى هايدلبرغ لتتصرف بصفتها مستشارة الوصي الكونت يوهان الثاني فون تسفايبروكن، وفي عام 1620 أُجبرت على الفرار من بالاتينات بحيث هربت مع أحفادها أولا إلى فورتمبيرغ ثم إلى ابنتها في برلين (ظل أحفادها في رعايتها حتى عام 1628).
وفي عام 1631 مع طور حرب الثلاثين عاما حاصر ملك السويد غوستاف أدولف برلين، أعطى لها صهرها ناخب براندنبورغ توكيلًا رسميًا للتفاوض معه، وتمكنت من إقناعه بالاستسلام لصهره ملك السويد، وبالتالي إنقاذ برلين من الدمار، وتمكنت من مغادرة مع البلاط براندنبورغ نحو كونيغسبيرغ عاصمة دوقية بروسيا عام 1638، وتوفيت فيها في 1644 ودفنت في كاتدرائية كونيغسبرغ.

## الذرية
أنجبت ثمانية أبناء:-
- لويز يوليانا (16 يوليو 1594 - 28 أبريل 1640)؛ تزوجت من ابن عمها يوهان الثاني كونت بالاتينات-تسفايبروكن، لهم ذرية.
- كاتارينا صوفي (10 يونيو 1595 - 28 يونيو 1626).
- فريدرش الخامس ناخب بالاتينات ( 16 أغسطس 1596 - 29 نوفمبر 1632)؛ أصبح لفترة وجيزة ملك بوهيميا، تزوج من إليزابيث ستيوارت، لهم ذرية، هو جد جورج الأول ملك بريطانيا العظمى.
- إليزابيث شارلوت (19 نوفمبر 1597 - 26 أبريل 1660)؛ تزوجت من غيورغ فيلهلم ناخب براندنبورغ، لهم ذرية، هي جدة فريدرش العظيم ملك بروسيا من الجيل الثالث.
- آنا إليونور (4 يناير 1599 - 10 أكتوبر 1600).
- لودفيغ فيلهلم (5 أغسطس 1600 - 10 أكتوبر 1600).
- موريس كريستيان (18 سبتمبر 1601 - 28 مارس 1605).
- لودفيغ فيليب كونت بالاتينات-كايزرسلاوترن (23 نوفمبر 1602 - 6 يناير 1655)؛ تزوج من ماري إليونور عمة الناخب غيورغ فيلهلم، لهم ذرية، تم تعيينه الوصي على بالاتينات منذ وفاته شقيقه في 1632 حتى استعادة الأراضي في طور حرب الثلاثين عاما في 1648.